# Сельчи
Сельчи (итал. Selci) — коммуна в Италии, располагается в регионе Лацио, в провинции Риети.
Население составляет 1094 человека (2008 г.), плотность населения составляет 141 чел./км². Занимает площадь 8 км². Почтовый индекс — 2040. Телефонный код — 0765.
Покровителем коммуны почитается святой Стефан, диакон, первомученик, празднование 3 августа.

## Демография
Динамика населения:

## Администрация коммуны
- Официальный сайт: https://web.archive.org/web/20061123123223/http://selci.comunelazio.net/